# Maija Savutie
Maija Inkeri Savutie (till 1933 Savander)-Myrsky, född 27 februari 1910 i Lahtis, död 31 december 1988 i Helsingfors, var en finländsk journalist och förlagstjänsteman. 
Savutie blev filosofie kandidat 1935. Hon blev medlem i författargruppen Kiila och var anställd vid det folkdemokratiska förlaget Kansankulttuuri Oy 1945–1947, kulturredaktör vid Vapaa Sana 1948–1956 och vid Kansan Uutiset 1956–1960. Hon började skriva teaterrecensioner 1957 och blev chef för litterära avdelningen vid Kansankulttuuri Oy 1960, en befattning som hon innehade till 1974.